# Городок (Ушаковское сельское поселение)
Городо́к — деревня в Дорогобужском районе Смоленской области России. Входит в состав Ушаковского сельского поселения.
По состоянию на 2007 год постоянного населения не имеет.
Расположена в центральной части области в 30 км к юго-востоку от Дорогобужа, в 25 км восточнее автодороги Р137 Сафоново — Рославль, на берегу реки Угра. В 20 км южнее от деревни находится железнодорожная станция Теренино на линии Смоленск — Сухиничи.

## История
В годы Великой Отечественной войны деревня была оккупирована гитлеровскими войсками в октябре 1941 года, освобождена в сентябре 1943 года.